# Myjava
Myjava (in ungherese Miava, in tedesco Miawa) è una città della Slovacchia, capoluogo del distretto omonimo, nella regione di Trenčín.
Nel quartiere di Turá Lúka è nato l'architetto Dušan Jurkovič, uno dei più importanti architetti slovacchi del XX secolo.

## Geografia fisica
Si trova sulle Alture di Myjava alle falde dei Carpazi Bianchi e non lontano dai Piccoli Carpazi. Il fiume Myjava attraversa la città, che è a 10 km dal confine con la Repubblica Ceca, a 35 km da Skalica e a 100 km da Bratislava.

## Storia
L'insediamento fu fondato nel 1586 e colonizzato da due gruppi di abitanti: rifugiati dalle invasioni degli Ottomani nella Slovacchia meridionale e coloni provenienti dalle regioni settentrionali del paese. Durante le rivoluzioni del 1848, il primo consiglio nazionale slovacco si riunì nella città. Oggi, l'edificio in cui il consiglio teneva le sue assemblee è parte del museo dei consigli nazionali slovacchi.

## Popolazione
Secondo il censimento del 2001, la città aveva 13 142 abitanti. Il 95,5% di loro è slovacco. Minoranze sono i Cechi (1,5%) e i Rom (0,4%). Dal punto di vista religioso, i luterani sono il 51,4%, i cattolici il 14,2%, mentre il 28,2% della popolazione non ha affiliazioni religiose.

## Sport

### Calcio
La squadra principale della città è il Telovýchovná Jednota Spartak Myjava.